# Сплави олова
Спла́ви о́лова — сплави на основі олова. Найчастіше зустрічаються сплави олова з міддю (Cu), свинцем (Pb) та стибієм (Sb). Крім названих компонентів використовуються Bi, Zn, Cd, Tl. Сплави олова характеризуються, зазвичай, низькою температурою плавлення, відносно малими міцністю та твердістю, високою пластичністю. 
З багатьма металами олово утворює евтектики, що мають нижчу температуру плавлення, ніж вихідні компоненти, наприклад сплави (в дужках вказано відсотковий вміст олова за масою й температура плавлення, відповідно) Bi-Sn (45%, 139°С); Cd-Sn (67,76%, 177°С); Pb-Sn (61,9%, 183°С); Tl-Sn (56,76%, 170°С), Zn-Sn (91%, 198°С); тверді розчини з легувальними металами утворює рідко. Для олова характерним є утворення інтерметалевих сполук (станідів), що мають, переважно, високі температури плавлення, наприклад Zr3Sn2 (tпл = 1985°С), Ti3Sn (1663°С), Pt3Sn (1420°С), Pr2Sn (1415 °C), Cl2Sn (1400°С), Mg2Sn (778°С).

## Види сплавів

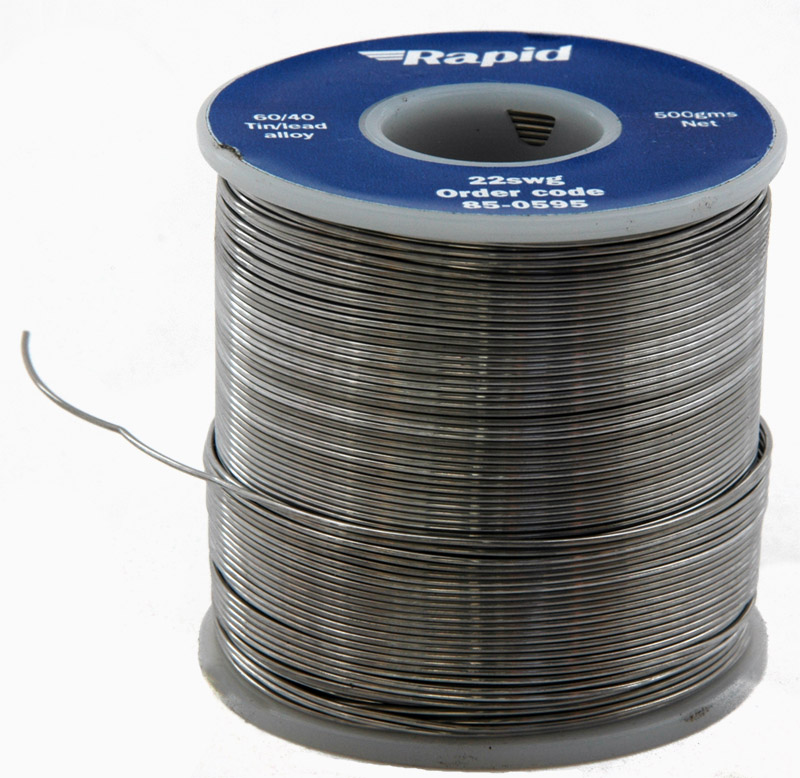
Котушка припою ПОС-61 (Sn_{60}Pb_{40})

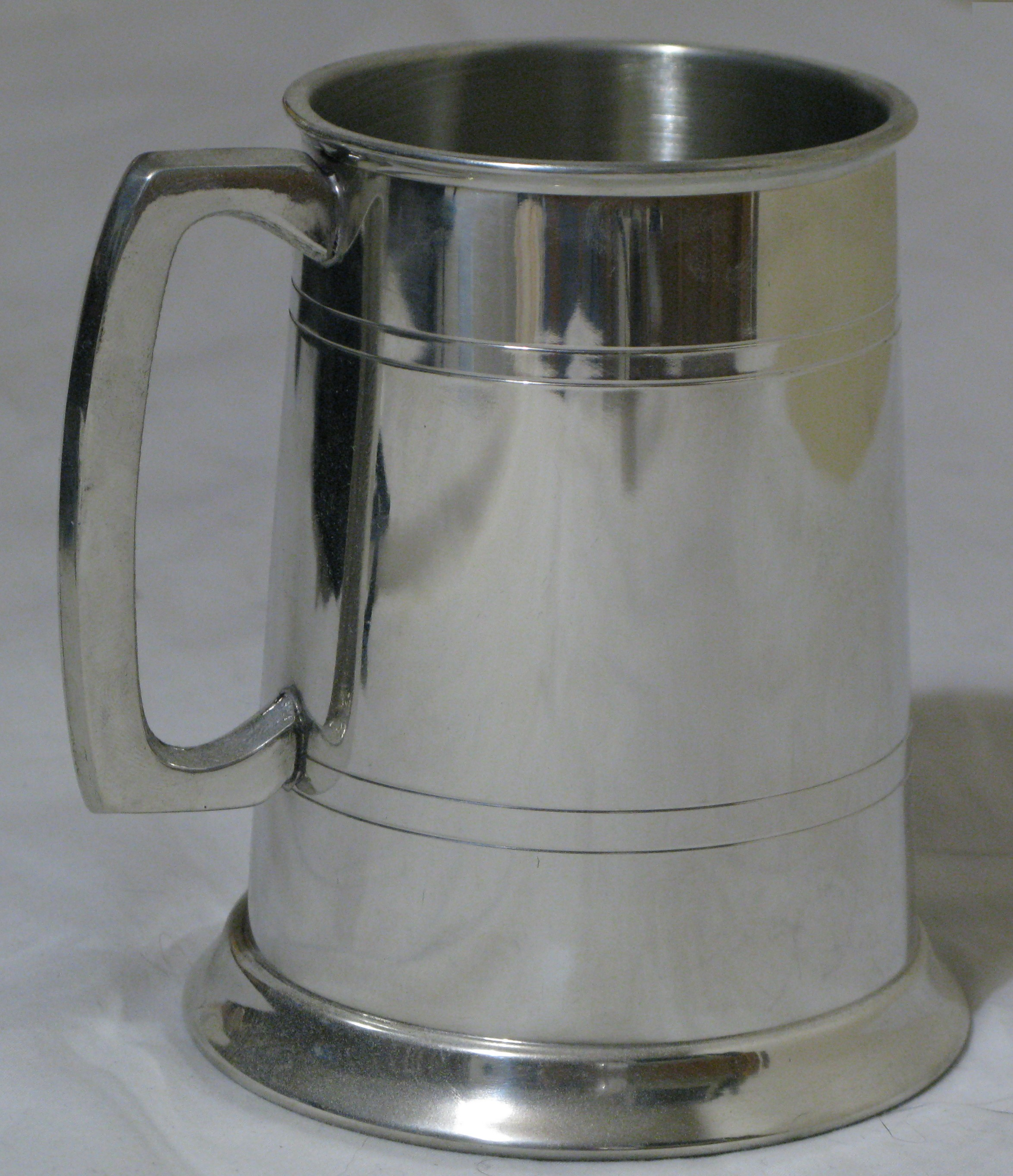
Старовинний пивний кухоль з п'ютера

Найвідоміші сплави олова, що знайшли широке використання — це припої, бабіти та п'ютери. Сплави, що містять олово, олово з сурмою і міддю — бабіти мають добрі антифрикційні властивості у присутності мастила, тому широко застосовуються як матеріал підшипників. Легкоплавкі припої — це сплави олова переважно зі свинцем у різних пропорціях залежно від призначення. П'ютери — сплави олова з міддю, стибієм, вісмутом або свинцем, що характеризуються високою пластичністю.
Крім того, олово у кількостях від 1 до 11% входить до складу олов'янистих бронз.

### Легкоплавкі припої
Легкоплавкі припої — це переважно сплави на основі олова та свинцю. Вміст олова в них може коливатись від 1 до 95%; найпоширенішими є сплави з вмістом олова 59…61% (ПОС-61) та 49…51% (ПОССу-50-0,5) олова. Легувальними компонентами можуть служити Sb, Cu, Cd, Zn, Ag, In; шкідливими домішками є Al, As та S. Припої різняться низькими твердістю та міцністю, високими пластичністю та корозійною стійкістю, їх розплави добре змочують поверхні більшості металів і у тонкому шарі вони характеризуються високою границею витривалості.
Такі припої використовують при паянні деталей, що зазнають невеликих ударних навантажень за невисоких температур. При паянні міді, мідних сплавів, сталей міцність у з'єднанні досягається внаслідок утворення оловом твердого розчину (або інтерметалідів) з металом виробу. За допомогою припоїв Sn-Pb можна паяти практично всі метали і сплави, за виключенням алюмінію та його сплавів.

### Антифрикційні сплави
Антифрикційні сплави олова (оловянисті бабіти) можуть містити від 6 до 89% Sn. Найпоширенішими є сплави з вмістом 83% (марки Б83 та Б83С) та 88% (марки Б88) олова, леговані 7…12% Sb та 2,5…6,5% Cu. Високі антифрикційні властивості цих сплавів обумовлені їх гетерогенною структурою — у м'якій матриці твердого розчину стибію в олові рівномірно розподілені тверді кристали SnSb та Cu3Sn. Бабіти характеризуються високою корозійною стійкістю і теплопровідністю, низьким температурним коефіцієнтом лінійного розширення. Збільшення вмісту стибію у сплаві до 12% призводить до зростання крихкості, збільшення вмісту міді — призводить до зростання твердості. Позитивний вплив на властивості бабітів роблять невеликі кількості кадмію, срібла та нікелю, негативний вплив робить наявність свинцю.
Застосовують бабіти в підшипниках, що працюють при великих ударних навантаженнях. В покриттях, у тому числі при виготовленні білої бляхи, крім чистого олова використовують сплави Sn-Pb, Sn-Pb-Ni та Sn-Zn. Сплави для фольги містять 82…97% Sn, а також Pb, Sb та Cu. Сплави олова, що підлягають переробці методами лиття під тиском та відцентрового лиття посуду та деталей вимірювальних приладів містять 64…92% Sn, 5,5…36% Sb, 1…8% Cu й іноді 5…14% Pb. Сплави олова з цирконієм використовують для виготовлення деталей атомних реакторів, сплави з танталом — у виробництві турбін, з ніобієм — у виробництві провідників для створення потужних магнітних полів.

### П'ютери
П'ютер — сплав олова (вміст якого може бути від 85 до 99%) з іншими металами, такими як мідь (0,25…2,5%), стибій (0,5…8%), вісмут або свинець. Характеризується високою деформівністю, а при вмісті міді та стибію і твердістю. Додавання свинцю до сплаву погіршує механічні властивості але надає йому своєрідного блиску з голубуватим відтінком. Температура плавлення сплаву може становити 170…230°C — у залежності від процентного вмісту компонентів.
Так як п'ютер має гарний зовнішній вигляд, добре піддається поліруванню, то він до теперішнього часу активно використовується при виробництві декоративного посуду і прикрас. Через токсичність свинцю і стибію п'ютер для виготовлення харчового посуду уже не використовують.